# Chautemsia
Chautemsia, monotipski biljni rod iz porodice gesnerijevki čija je jedina vrsta C. calcicola rasprostranjenih u  Južnoj Americi, Brazil (Minas Gerais). Dio je podtribusa Gloxiniinae.

## Etimologija
Rod je nazvan po Alainu Chautemsu, priznatom švicarskom taksonomistu specijaliziranom za neotropske Gesneriaceae.

## Opis roda
Višegodišnje zeljasto bilje s ljuskastim rizomima. Stabljike su uspravne, nerazgranate, obično sa samo 3-4 čvora. Listovi nasuprotni, ponekad jako nejednaki u paru, peteljci, lamina do široko eliptična (do okrugla), vrh zašiljen ili tup, baza klinasta ili zategnuta, rub nazubljen, adaksijalna i abaksijalna površina lista dlakava, 4-5 pari bočnih žila. Cvjetovi pojedinačni u pazušcima listova, bez brakteola. Čašični listovi slobodni do baze, eliptični do obrnuto jajasti, rub cijeli. Vjenčić je valjkast, cjevčica bijela do bijelo-žućkasta; grlo nije stegnuto, žuto; režnjevi bijeli, široko udubljeno-jajoliki s cjelovitim ili blago vijugavim rubovima. Prašnici 4, filamenti su goli, svi prašnici koherentni, otvaraju se uzdužnim prorezima, staminod je prisutan. Nektarij od 5 dugih prstastih odvojenih žlijezda. Ovarij donji; stil nosi stomatomorfnu stigmu. Čahura elipsoidna, vrh uspravan, mesnat, odvaja se samo dorzalno i dijeli hipantij do baze. Sjemenke bez proširene cijevi. Broj kromosoma: nepoznat  Chautemsia je nedavno stvorena kako bi se prilagodila jednoj brazilskoj vrsti s ljuskavim rizomima, Chautemsia calcicola. Smatra se srodnim, ali sasvim odvojenim od Mandirole, Goyazie i moguće Gloxiniopsisa. Radi se o atraktivnoj biljci koja je ušla u uzgoj i sve je više rasprostranjena.